# Autómata finito determinista

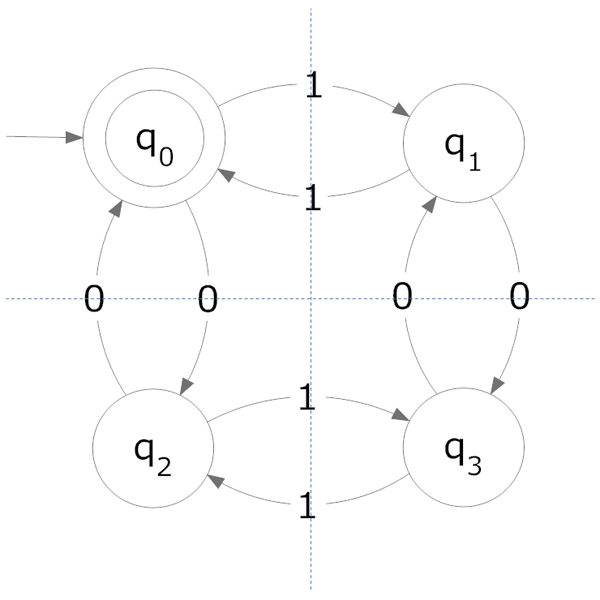
Autómata finito determinista que reconoce el lenguaje regular conformado exclusivamente por las cadenas con un número par de ceros y un número par de unos.

Ejemplo de AFD con dos estados. En nodo de la izquierda es inicial y de aceptación.

Un autómata finito determinista (abreviado AFD) es un autómata finito que además es un sistema determinista; es decir, para cada estado en que se encuentre el autómata, y con cualquier símbolo del alfabeto leído, existe siempre no más de una transición posible desde ese estado y con ese símbolo.

## Definición formal
Formalmente, se define como una 5-tupla (Q, Σ, q0, δ, F) donde:
- {\displaystyle Q\,} es un conjunto de estados;
- {\displaystyle \Sigma \,} es un alfabeto;
- {\displaystyle q_{0}\in Q} es el estado inicial;
- {\displaystyle \delta \colon Q\times \Sigma \to Q} es una función de transición;
- {\displaystyle F\subseteq Q} es un conjunto de estados finales o de aceptación.

En un AFD no pueden darse ninguno de estos dos casos:
- Que existan dos transiciones del tipo δ(q,a)=q1 y δ(q,a)=q2, siendo q1 ≠ q2;
- Que existan transiciones del tipo δ(q, ε), donde ε es la cadena vacía, salvo que q sea un estado final, sin transiciones hacia otros estados.